# Villefranche-d'Albigeois
 Villefranche-d'Albigeois (en occitano: Vilafranca d'Albigés) es una población y comuna francesa, ubicada en la Región de Occitania, departamento de Tarn, en el distrito de Albi y cantón de Villefranche-d'Albigeois.

## Demografía
| 812 | 783 | 789 | 850 | 898 | 957 |
| Para los censos de 1962 a 1999 la población legal corresponde a la población sin duplicidades (Fuente: INSEE [Consultar]) |     |     |     |     |     |